# 시미즈 다케오
시미즈 타케오(清水 丈夫, 1937년 -  )은 일본의 신좌파 활동가이다. 혁명적 공산주의자 동맹 전국위원회의 (약칭 : 혁공동 전국위원회, 통칭 : 중핵파) 의장이다.

## 인물
농가에서 태어났고, 쇼난 고등학교 출신이다. 고교 시절은 럭비 부에 소속되어 있었다. 도쿄 대학 경제 학부를 졸업했다. 일본 공산당 의 무장 투쟁 포기에 반발하고 공산주의자 동맹 (1차 분트)를 결성. 전학련 의 서기장으로 60년 안보 투쟁에서 활약했다. 그 후, 자기 비판을 한 뒤 혁공동 전국위원회에 가입했다. 그 후 현재까지도 운동을 계속한다.
1969년부터 잠복 활동에 들어갔다. 1975년 3월 14일에 혁 공동 전국위원회의 서기장의 혼다 노부요시가 혁 마르파에 의해 암살 된 후에는 혁 공동 전국위원회의 최고 지도자가되었다. 이후 2020년9 월까지 외부와의 접촉을 일절 끊고 텔레비전 이나 상업 잡지 등의 미디어 에 등장한 적은 전혀 없는데다, 사진 등도 거의 전해지지 않았다. 또한 여러 은둔 행위를 통해 외부 접촉에 상당 불안해 하는면을 엿볼 수 있었다.
2020년 9월 6일 51년 만에 공개 집회에 모습을 드러냈고, 중핵파의 블로그에도 기술이 되어있다. 같은 해 10월 16일에 경시청 공안부 가 거점 인 전진 사를 압수 수색 했을때도 건물 내에서 그 모습이 확인되었다.

2021년 1월 27일 , 도쿄 도내에서 회견을 했다. 1971년에 경찰관이 살해 된 '시부야 폭동 사건'에 대한 질문에 대해 중핵파의 조직적 개입을 인정하면서도 "살인은 허용하고 있지 않다"고 강조했다. 한편, '꼭 필요한 투쟁이었다고 생각합니다' '큰 의미가 있었다고 생각합니다. 부정 따위하지 않습니다'라고 발언했다  . 또한 일련의 게릴라 테러 사건에 관여 여부에 대해서는 언급을 피했다.